# Brda (województwo pomorskie)
Brda – wieś borowiacka w województwie pomorskim, w powiecie chojnickim, w gminie Czersk, na zachodnim krańcu Tucholskiego Parku Krajobrazowego nad rzeką Brdą. Miejscowość wchodzi w skład sołectwa Zapędowo.
W latach 1975–1998 miejscowość administracyjnie należała do województwa bydgoskiego.

## Zabytki
Według rejestru zabytków NID na listę zabytków wpisany jest zespół dworski, nr rej.: A/417/1-2 z 16.08.1994:
- dwór, po 1890
- park, 1 poł. XIX w.